# Lužan (priimek)
Lužan je priimek več znanih Slovencev:

## Znani nosilci priimka
- Pavel Lužan (*1946), pisatelj, dramatik in radijski dramaturg